# Кеннет Геддес Вільсон
Ке́ннет Ге́ддес Ві́льсон (англ. Kenneth Geddes Wilson; 8 червня 1936, Волтем, Массачусетс — 15 червня 2013, Сако, Мен) — американський фізик, Нобелівський лауреат з фізики 1982 «за теорію критичних явищ у зв'язку з фазовими переходами».

## Біографія
Для навчання в Гарвардському університеті Вільсон отримав стипендію за результатами математичного змагання ім. Вільяма Ловелла Путнема. Ступінь доктора філософії отримав в 1961 р. в Каліфорнійському технологічному інституті, під керівництвом Мюррея Гелл-Манна.
У 1963 р. прийшов працювати в Корнельський університет на фізичний факультет як молодший науковий співробітник, ставши в 1970 р. професором. У 1974 р. отримав в Корнелльському університеті професуру ім. Джеймса Вікса з фізики. Був одним з тих, що заслужили премію Вольфа з фізики в 1980 р. У 1982 р. став лауреатом Нобелівської премії з фізики за розвиток теорії фазових переходів другого роду, яка враховує вплив довколишніх молекул.
У 1985 році був призначений директором Корнелльського центру теорії і моделювання в науці і конструкторській справі (відоміший як Корнелльський теоретичний центр) — одного з п'яти центрів з суперкомп'ютерами, що були створені за допомогою Національного наукового фонду США.
У 1988 р. Вільсон перейшов до факультету в університеті штату Огайо.
Найвідоміші роботи Вільсона стосуються проблеми критичних станів при фазових переходах. Для опису критичних станів Вільсон розробив математичний апарат ренормалізаційних груп, створення якого і принесло вченому Нобелівську премію з фізики 1982 року. Крім фізики твердого тіла, вчений також вніс значний внесок у створення квантової хромодинаміки, теорії, що описує взаємодію кварків в елементарних частинках. Крім того, Вільсон був одним з ентузіастів використання суперкомп'ютерів для фізичних досліджень.